# ويليام باور (قاضي)
ويليام باور هو قاضي كندي، ولد في 10 سبتمبر 1800، وتوفي في 11 يوليو 1860.